# Anopheles aconitus
Anopheles aconitus este o specie de țânțari din genul Anopheles, descrisă de Donitz în anul 1902. Conform Catalogue of Life specia Anopheles aconitus nu are subspecii cunoscute.